# Kępno (powiat stargardzki)
Kępno – wieś w Polsce położona w województwie zachodniopomorskim, w powiecie stargardzkim, w gminie Dobrzany, położona 4,5 km na północny zachód od Dobrzan (siedziby gminy) i 22 km na północny wschód od Stargardu (siedziby powiatu).
W latach 1975–1998 miejscowość administracyjnie należała do województwa szczecińskiego.

## Zabytki
- kościół z kamienną nawą dostawioną w XIX w. do ryglowej dzwonnicy z XVII w., na wieży barokowy hełm z latarenką[4].